# Супербоул LVI
Супербоул LVI (англ. Super Bowl LVI) — решающий матч Национальной футбольной лиги в сезоне 2021 года. Игра проходила 13 февраля 2022 года на SoFi-стэдиум в Инглвуде, Калифорния, домашнем стадионе Рэмс, второй раз подряд Супербоул проходил на домашнем, для одной из команд играющих в нём, стадионе. В нём приняли участие чемпион Национальной футбольной конференции (НФК) — «Лос-Анджелес Рэмс» и чемпион Американской футбольной конференции (АФК) — «Цинциннати Бенгалс».
Этот Супербоул также был первым в истории проходящем одновременно с Олимпийскими играми.
Победу в матче одержал Лос-Анджелес Рэмс. Она стала для него второй после Супербоула XXXIV, когда они выступали под названием Сент-Луис Рэмс.

## Место проведения

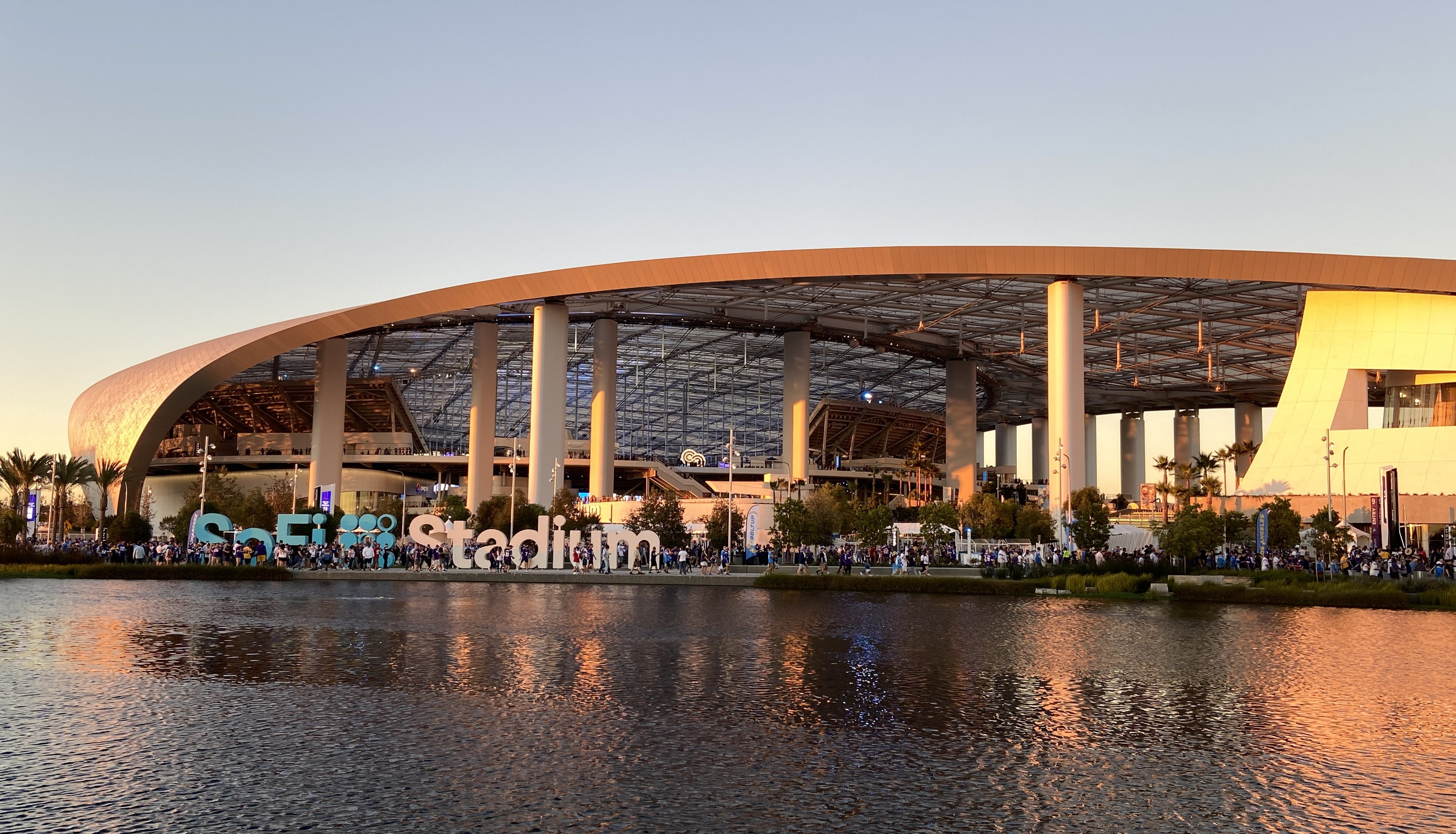
SoFi-стэдиум в 2021

В отличие от предыдущих процессов выборов стадиона для Супербоула, выбор стадиона Супербоула LVI фактически не проводился. Заявки на проведения Супербоула LIII, Супербоула LIV и Супербоула LV были поданы на собрании кандидатов 24 мая 2016 года. Атланта, Майами, Лос-Анджелес и Тампа-Бэй были четырьмя кандидатами на три Супербоула, Атланта получила Супербоул LIII, Майами получил Супербоул LIV, а Лос-Анджелес (который отказался участвовать в возможности проведения Супербоула LIV и не имел права на Супербоул LIII) получил Супербоул LV.
18 мая 2017 года власти объявили, что открытие стадиона в Лос-Анджелесе, первоначально запланированное на начало сезона 2019 года, было отложено на год до 2020 года. В результате на собраниях владельцев лиги в Чикаго 23 мая 2017 года лига повторно присудила Супербоул LV единственному оставшемуся кандидату, Тампа-Бэй, и присудила Супербоул LVI Лос-Анджелесу.
Официальный логотип игры был представлен 9 февраля 2021 года с сохранением стандартного дизайна, использовавшегося со времён Супербоула LI с традиционными римскими цифрами, содержащими изображения пальм, отражающих принимающий город.

## Путь к Супербоулу

### Лос-Анджелес Рэмс
«Лос-Анджелес Рэмс» завершили сезон 2021 года с результатом 12—5 под руководством главного тренера Шона Маквея, возглавлявшего команду пятый год подряд.
В плей-офф 2021-22 «Рэмс» обыграли «Аризону Кардиналс», «Тампу-Бэй Бакканирс» и стали чемпионами Национальной футбольной конференции победив «Сан-Франциско Форти Найнерс».
После поражения в Супербоуле LIII 2019 года квотербек «Рэмс» Джаред Гофф столкнулся с падением эффективности, что привело к расколу между Гоффом и Маквеем. В преддверии сезона 2021 года Гофф был обменян в «Детройт Лайонс» на квотербека Мэтью Стаффорда. За 12 сезонов в «Лайонс» Стаффорд не смог выиграть игру плей-офф, но установил почти все рекорды франшизы и считался более подходящим для нападения «Лос-Анджелеса». «Рэмс» сделали ещё одно важное приобретение в середине сезона, когда они подписали Вона Миллера, восьмикратного участника Пробоула и MVP Супербоула 50. Несколько недель спустя они подписали в качестве свободного агента  ресивера Оделла Бекхэма, трёхкратного участника Пробоула.

### Цинциннати Бенгалс
«Бенгалс» закончили сезон с результатом 10–7 под руководством главного тренера Зака Тейлора. «Бенгалс» не выигрывали ни одной игры плей-офф с сезона 1990 года, что было самой продолжительной действующей серией в четырёх основных видах спорта Северной Америки.
В плей-офф 2021-22 «Бенгалс» обыграли «Лас-Вегас Рэйдерс», «Теннесси Тайтенс» и стали чемпионами Американской футбольной конференции победив «Канзас-Сити Чифс».
Вступая в сезон 2021 года, считалось, что «Бенгалс» вряд ли сыграют в Супербоуле . Предыдущие три сезона они закончили в нижней части Севера АФК и не выходили в плей-офф с 2015. Цинциннати также всего два года назад показал худший результат в лиге 2–14 в первом сезоне Тейлора. Этот финиш предоставил «Бенгалс» первый пик на драфте НФЛ 2020, который они использовали для выбора квотербека Джо Берроу. Берроу показал хорошие результаты в качестве новичка, но выиграл только две игры, прежде чем его сезон был прерван из-за травмы колена на 10-й неделе, и команда закончила год с результатом 4-11-1. На драфте следующего года Цинциннати использовал пятый пик на ресивере Джамарра Чейза, который был товарищем Берроу по команде в университете штата Луизиана. Команда также выбрала кикера Эвана Макферсона в пятом раунде. «Бенгалс» также подписали с защитником Треем Хендриксоном четырёхлетний контракт на сумму 60 миллионов долларов.

## Перед игрой
Это был первый Супербоул за два года, когда допущено максимально возможное количество болельщиков, так как в решающем матче предыдущего сезона посещаемость была ограничена из-за пандемии COVID-19. Первый раз в истории команда, играющая на своём стадионе в Супербоуле, официально была гостями.
«Рэмс» последний раз выигрывали Супербоул XXXIV в 2000 году, а в последний раз играли в Супербоуле LIII в 2019 году. «Бенгалс» играли в Супербоуле XXIII в 1989 году. Обе команды завершили регулярный сезон на четвёртом месте в своей конференции, что сделало этот матч первым Супербоулом, в котором ни одна из участвующих команд не попала в топ-3 в своей конференций.
Тренеры, возглавлявшие обе команды, 36-летний Маквей 38-летний Тейлор стали самой молодой парой главных тренеров в Супербоуле. Оба были самыми молодыми главными тренерами в сезоне 2021 года. Тейлор работал в тренерском штабе «Рэмс» под руководством Маквея в 2017 и 2018 и присоединился к Цинциннати после того, как «Рэмс» проиграли Супербоул LIII.
Второй раз в истории и впервые после Супербоула 50, оба стартовых квотербека матча были выбраны первым пиком на драфте.

## Судейская бригада
Супербоул LVI обслуживали семь официальных лиц. Продолжая практику, начатую в прошлом году, на каждую позицию на поле назначается заместитель судьи.

| На поле - Рефери — Рональд Торберт - Ампайр — Брайан Нил - Даун джадж — Дерик Боуэрс - Лайн джадж — Карл Джонсон - Филд джадж — Рик Пэттерсон - Сайд Джадж — Кит Вашингтон - Бэк джадж — Скотт Хелверсон | Вне поля - Реплей офишел — Родди Эймс - Ассистент реплей офишела — Шон Макки. |

## Медиа и шоу

### Развлекательные мероприятия
Джене Айко исполнила «America the Beautiful», а кантри-певица Микки Гайтон исполнила «Знамя, усыпанное звёздами», что сделало её первой чернокожей кантри-певицей, исполнившей национальный гимн на Супербоул.

### Шоу в перерыве
В перерыве матча выступили Доктор Дре, Snoop Dogg, Эминем, Мэри Джей Блайдж, 50 Cent и Кендрик Ламар.

## Трансляция

### Реклама
Стоимость рекламы на NBC составила от 6,5 до 7 миллионов долларов за 30-секундный рекламный ролик, по сравнению с 5,5 миллиона долларов в предыдущем году на CBS. Среди спонсоров вновь были Budweiser, Coca-Cola, Hyundai и Pepsi которые вернулись после пропуска предыдущего Супербоула из-за экономических последствий в результате пандемии COVID-19.

### США
Супербоул транслировался по телевидению NBC в рамках трёхлетней смены трёх основных телевизионных партнёров НФЛ. Игра транслировалась на испанском языке дочерней сетью NBC Telemundo, что стало первым случаем, когда специальная телепередача на испанском языке транслировалась по телевидению. Сеть  использовала дополнительные ракурсы камеры с линии тачдауна, боковой линии и энд зоны, а также новую эфирную графику. В эфире было специальное интро с участием актрисы Хэлли Берри.
В среднем 112 миллионов и 300 тысяч зрителей как на NBC, так и на платформах телеканала смотрели игру в прямом эфире, что на момент игры было вторым самым популярным Супербоулом в истории. Рейтинги игры выросли на 8% по сравнению с предыдущим Супербоулом.

### Остальной мир
- Австралия — Seven Network[27].
- Бельгия — платный канал Eleven Sports.
- Бразилия — RedeTV![28].
- Канада  — CTV и TSN на английском языке, а RDS на французском [29].
- Россия, Украина и СНГ  — Viasat Sport[30] для которого это был четвёртый Супербоул.
- Великобритания и Ирландия — бесплатный эфирный канал BBC One и платный канал Sky Showcase [31]. 1, 3 миллиона человек посмотрели игру на BBC[32].
- Турция  — S Sport[27].
- Филиппины  — Premier Sports.

## Ход матча
Матч начался 13 февраля 2022 года в 18:30 EST/15:30 PST.

### Первая половина
Бенгалс выиграли подбрасывание монеты и решили принимать во второй половине, Рэмс первыми получили мяч. Тачбэк дал Рэмс владение мячом на их собственной 25-ярдовой линии и их атака закончилась пантом. Бенгалс столкнулись с 4-м дауном и 1-м ярдом до цели и провали розыгрыш, дав Рэмс владение на своей 49-ярдовой линии. Рэмс сделали 20-ярдовый удачный пас от Мэтью Стэффорда на Купера Куппа. Несколько розыгрышей спустя первые очки в игре были набраны в результате передачи на 17 ярдов от Сэффорда на Оделла Бекхэма-младшего, дав Рэмс лидерство 7-0. Следующие две атаки обеих команд закончились пантом. Далее атака Бенгалс  привела к попытке 29-ярдового филд-гола, которую реализовал Эван Макферсон. Рэмс всё ещё лидируют 7-3.
После тачбэка «Рэмс» совершили удачную атаку, которая завершилась, когда Стэффорд отдал пас Куппу для тачдаун на 11 ярдов. Экстрапоинт был неудачным, когда холдер уронил мяч, сохранив лидерство Рэмс со счётом 13-3. Последовавший кик-офф был тачбэком, и Бенгалс прошли 75 ярдов за 14 розыгрышей, при этом Берроу выполнил 5 из 5 пасов на 38 ярдов. В последнем розыгрыше Миксон принял пас от Берроу, а затем отдал пас Ти Хиггинсу для тачдауна на 6 ярдов. Следующий драйв Рэмс закончился на 3-м и 14-ть на 43-ярдовой линии Бенгалс, когда далёкий пас Стэффорда был перехвачен в энд-зоне для тачбэка. Это фактически закончило половину в последнем розыгрыше половины, Берроу встал на колено и счёт к перерыву был 13-10 в пользу Рэмс.

### Вторая половина
На первом розыгрыше второй половины Бенгалс сделали 75-ярдовый тачдаун, когда Берроу сделал длинный пас на Хиггинса возле левой боковой линии, который боролся с защитником Джаленом Рэмси. Рэмси упал незадолго до того, как Хиггинс поймал мяч и пробежал всё поле. Повторы показали, что Хиггинс схватил Рэмси за маску перед ловлей, но флаг не был брошен, и тачдаун остался в силе, что дало Бенгалс преимущество 17-13. Катастрофа Рэмс в начале второй половины продолжилась, когда Стэффорд сделал пас, который отскочил от рук рисивера и был перехвачен на 32-ярдовой линии Рэмс Чидобе Авузи. Цинциннати не смог сделать тачдаун, несмотря на хорошую позицию на поле, но Макферсон смог забить 38-ярдовый, делая счёт 20-13 в пользу Бенгалс. В целом следующий драйв Рэмс, охватил 11 розыгрышей и 52 ярда, при этом Стэффорд выполнил 4 из 5 пасов на 44 ярда, прежде чем Мэтт Гей забил 41-ярдовый филд-гол, Бенгалс ведут 20-16 за 6:02 до конца третьей четверти. Затем последовали четыре неудачных драйва обеих сторон.
Первая атака в четвёртой четверти Рэмс привела к панту на 4-м и 29-м. Бенгалс были немногим опасней в своей следующей атаки и пробил очередной пант который был возвращён на 35-ярдовую линию Лос-Анджелеса. Бенгалс пробили ещё один пант на 4-м и 9-ь. Получив мяч на своей 21-ярдовой линии, Рэмс столкнулись с 4-м и 1-м, они решили играть и 7-ярдовый трюковый розыгрыш энд-араунд от Куппа превратил его в первый даун. Рэмс, отстающие на четыре, прошли до ред-зоны Цинциннати, когда лишь две минуты остались в четвёртой четверти. Последовали три неудачных паса, но нарушение за холдинг дал Рэмс первую даун. Спустя пару розыгрышей, нарушение со стороны защиты за помеху попытке поймать мяч (Англ. Pass interference) в энд-зоне, дало Рэмс первый даун с одного ярда Цинциннати. Двумя розыгрышами позже Стэффорд бросил 1-ярдовый тачдаун на Куппа, что даёт Рэмс преимущество 23-20 с 1:25 до конца четвёртой четверти. Бенгалс получили мяч на своей 25-ярдовой линии и они заработали первый даун, когда Берроу исполнил 17-ярдовой пас на Чейза.
После прохода на 9 ярдов за три попытки, Бенгалс получили 4-й даун и 1 ярд до цели, Бенгалс были обязаны пройти, чтобы остаться в игре. Они решили играть пас, но Аарон Дональд захватил Берроу. Последнему всё же удалось сделать отчаянный пас с разворота и за секунду до того, как его окончательно уложили на газон. Пас не был пойман, что привело к потере мяча на даунах и позволило Стэффорду встать на колено и сжечь время, дав Лос-Анджелес Рэмс первый чемпионский титул за 22 года.
Ресивер Лос-Анджелеса Купер Капп был назван самым ценным игроком Супербоула LVI с 8 приёмами, 92 ярдами, одним выносом на 7 ярдов и 2 тачдаунами.